# Еремейцево (Ростовский район)
Еремейцево — деревня в Ростовском районе Ярославской области России.
В рамках организации местного самоуправления входит в Петровское сельское поселение, в рамках административно-территориального устройства — в Карашский сельский округ.

## География
Расположена в 35 км к югу (по прямой) от центра города Ростова, в 16 км к юго-востоку от рабочего посёлка Петровское и в 3 км к северо-востоку от железнодорожной станции Итларь.

## Население
| 2007 | 2010 |
| ---- | ---- |
| 240  | ↘199 |

Согласно результатам переписи 2002 года, в национальной структуре населения русские составляли 97 % от всех жителей.